# 가리부
가리부(加利部) 신라의 육부 가운데 하나이다. 한지부(漢祗部), 한저부(漢?部), 한기부(漢祇部)이다. 지금의 경주시 문무대왕면, 양남면 일대이다. 상서지, 하서지, 내아 등 동촌(東村)이 이에 속한다.

## 개요
신라 유리 이사금이 금산가리촌 (金山加利村) 가리부(加利部)를 한지부(漢祗部)로 고치고 촌장 지타(祗陀)에게 배(裵)씨라 사성하였다. 한지부(漢祗部), 한저부(漢?部), 한기부(漢祇部), 세가지 다른 출자가 있다.
가야 시대에 가야의 남부 지역에 있던 나라 가운데 고자(古自), 사물(史勿), 칠포(柒浦)와 함께 가리(加利)라는 나라가 있었다. 가리라는 이름은 일리(一利)라고도 하며, 과거 성산가야였던 고령군 성산면의 옛 지명이다.
북동부 동해안 교역로로 이어지는 사로국 북쪽 초입부에 위치하였다. 중앙분지를 통하지 않고 영천으로 넘어가는 샛길을 차단, 관리하지 못한다면 국읍이 가진 교통 결절지의 이점이 상쇄되어 버리기 때문에 사로국 초기부터 중시되었고, 4세기 이후로는 직접적으로 그러한 교통로를 통제할 수 있는 안계리고분군의 인근 지점으로 중심 취락이 고정된다.

## 소속된 지역
- 내아(乃兒)

지금의 경주시 양남면 나아리이다.
- 하서지(下西知)

지금의 경주시 양남면 하서리를 뜻한다.

## 같이 보기
- 진한 6부
- 대성군
- 상성군